# Абрамов, Сергей Михайлович (учёный)
Серге́й Миха́йлович Абра́мов (род. 1957) — учёный, специалист в области системного программирования и информационных технологий (суперкомпьютерные системы, телекоммуникационные технологии, теория конструктивных метасистем и метавычислений). Доктор физико-математических наук, член-корреспондент РАН (2006). Главный научный сотрудник Института программных систем им. А. К. Айламазяна. Научный руководитель от России программ СКИФ и СКИФ-ГРИД по разработке суперкомпьютеров (проект союзного государства России и Белоруссии). Специалист в области системного программирования и информационных технологий (суперкомпьютерные системы, телекоммуникационные технологии, теория конструктивных метасистем и метавычислений).

## Биография

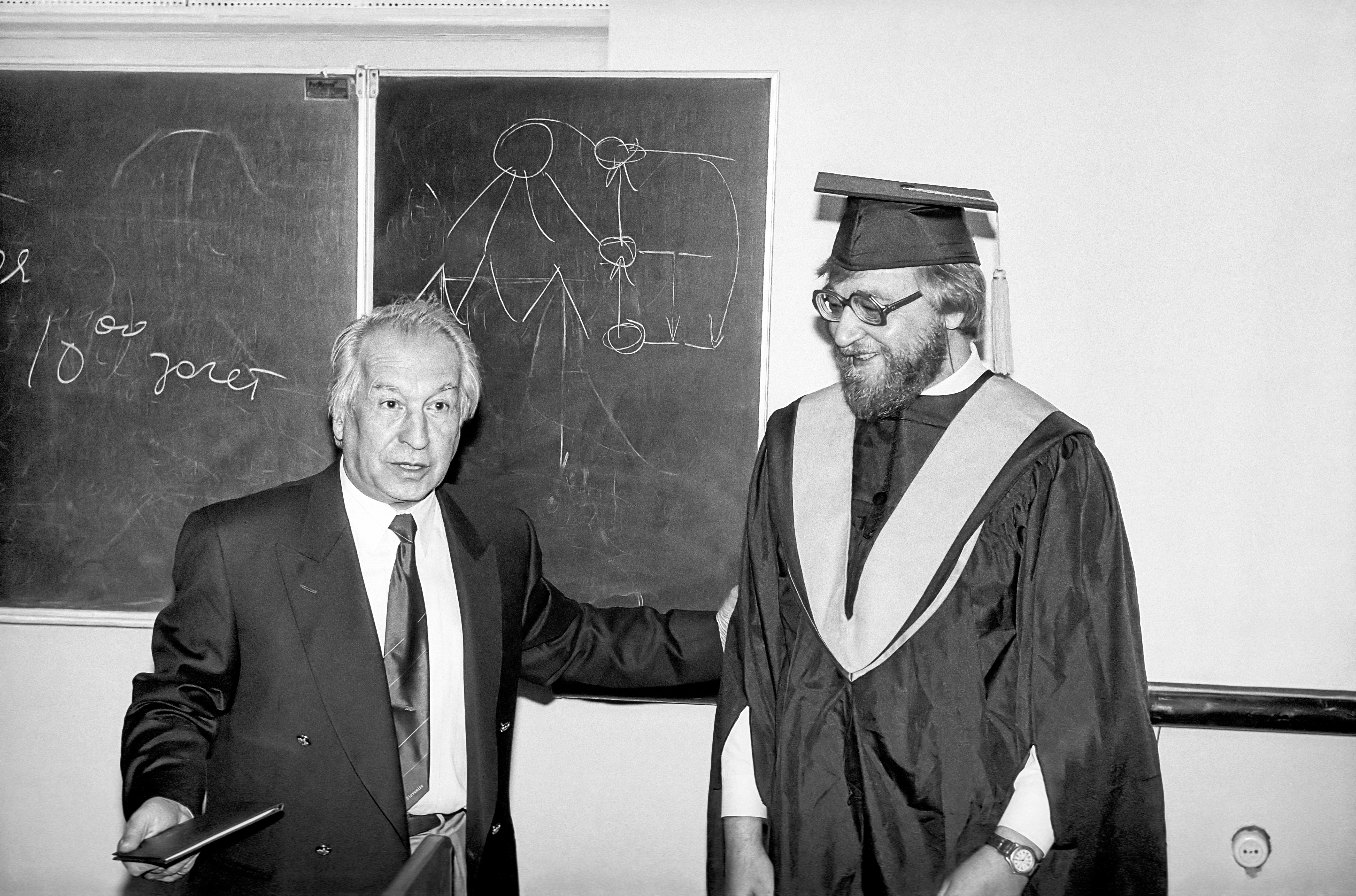
Сергей Михайлович Абрамов получает диплом доктора наук

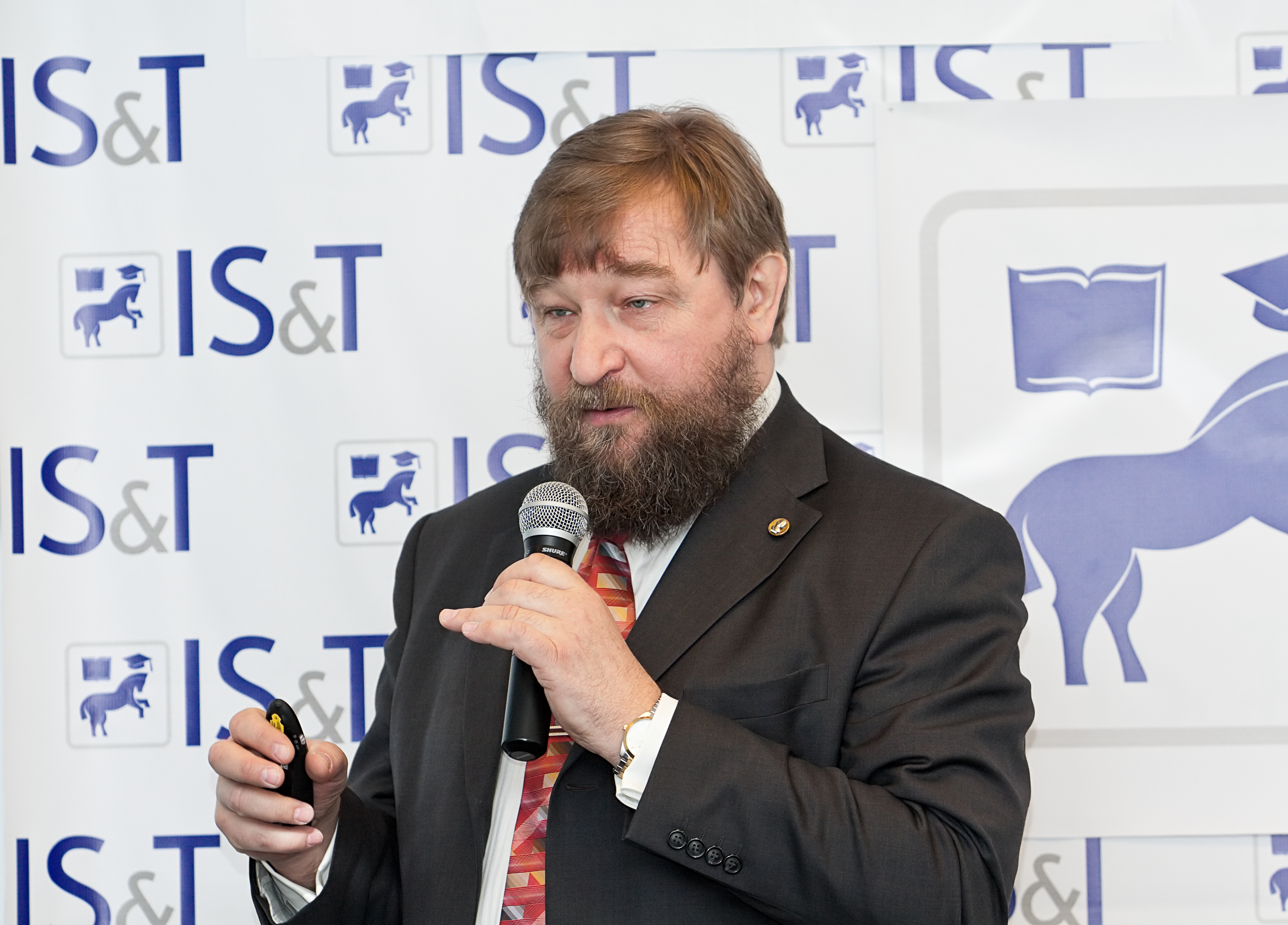
Член-корреспондент РАН Сергей Михайлович Абрамов на открытии центра компетенции Национальной программной платформы в Переславле-Залесском

- 1975—1980 — учился на Факультете вычислительной математики и кибернетики МГУ имени М. В. Ломоносова.
- 1980—1983 — аспирантура на факультете вычислительной математики и кибернетики МГУ. Во время учёбы работал под руководством профессора В. Ф. Турчина, программировал на языке РЕФАЛ, решал задачи суперкомпиляции.
- 1983—1986 — старший научный сотрудник, Научно-исследовательский центр электронной вычислительной техники (НИЦЭВТ), Министерство радиоэлектронной промышленности СССР. Курировал разработки спецпроцессоров ЕС ЭВМ (серии ЕС 27хх).
- 1986—1989 — научный сотрудник Института программных систем РАН, программист.
- 1989—1991 — заведующий лабораторией ИПС РАН.
- 1991—2003 — директор, Исследовательский центр мультипроцессорных систем ИПС РАН. В 1992 году защитил кандидатскую диссертацию «Моделирование резонаторных и мостовых сумматоров на ЛПД».
- В 1995 году защитил докторскую диссертацию «Метавычисления и их применение». С того же года преподаёт в университете города Переславля (УГП).
- 1996 — профессор по кафедре в УГП.
- 1998 — заведующий кафедрой вычислительной техники и сетевых технологий УГП.
- 2003 — ректор УГП (по ноябрь 2017 года).
- 2003—2005 — исполняющий обязанности директора Институт программных систем РАН (ИПС РАН).
- 2005 — директор ИПС им. А. К. Айламазяна РАН (по 25.03.2022 включительно)
- 2006, 25 мая — член-корреспондент РАН
- 2022 — директор Исследовательского центра мультипроцессорных систем ИПС им. А. К. Айламазяна РАН
- 2022 — главный научный сотрудник ИПС им. А. К. Айламазяна РАН

Автор 180 научных работ (из них 5 — монографии), четырёх патентов на изобретение и 11 свидетельств о государственной регистрации программ для ЭВМ.
Женат, у семьи трое детей. Проживает в Переславле-Залесском.

### Уголовное дело
11 мая 2023 года стало известно, что Абрамов был помещён под домашний арест по уголовному делу о финансировании экстремистской деятельности (ч. 1 ст. 282.3 УК РФ). 7 июня 2023 года срок ареста был продлён до 10 августа. Журналист газеты Коммерсант, ссылаясь на источники, сообщал, что учёный обвиняется в перечислении денег Фонду борьбы с коррупцией, который в РФ признан экстремистской организацией. Позднее было заявлено ходатайство о помещении Абрамова в психиатрическое медицинское учреждение минимум на три недели; решение по этому ходатайству суд должен был вынести 30 ноября; заседание суда должно было проходить в закрытом режиме.

## Награды
- Премия Правительства Российской Федерации в области науки и техники — за разработку конструкторской и программной документации, подготовку промышленного производства и выпуск образцов высокопроизводительных вычислительных систем (суперкомпьютеров) семейства «СКИФ» Ряда I и Ряда II (2006)
- Премия Российской академии наук и Национальной академии наук Беларуси за 2009 год — за работу «Теория, методы и практическое использование параллельных вычислений на суперкомпьютерных архитектурах семейства СКИФ»
- Премия имени С. А. Лебедева (совместно с А. А. Московским, В. Ю. Опанасенко, за 2015 год) — за серию научных работ по единой тематике «Разработка и реализация серии российских суперкомпьютеров с кластерной архитектурой»
- Дважды Лауреат премии «За заслуги перед отраслью» Национального Суперкомпьютерного Форума за 2015 год (лично и в составе Коллектива создателей форума НСКФ)